# Aristotelia flavicapitella
Aristotelia flavicapitella is een vlinder uit de familie van de tastermotten (Gelechiidae). De wetenschappelijke naam van de soort is, als Xystophora flavicapitella, voor het eerst geldig gepubliceerd in 1916 door Chrétien.